# خیابان باب همایون

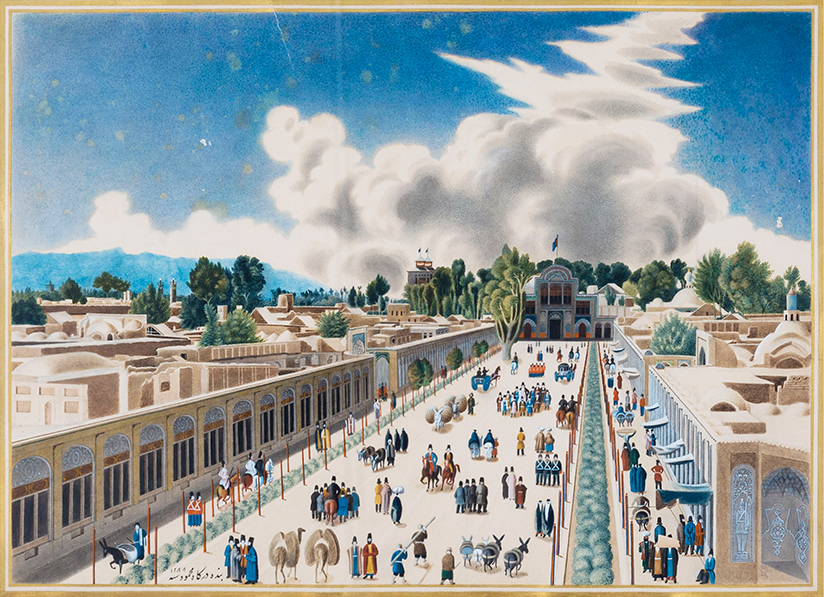
نقاشی دورنمای خیابان الماسیه و سر در باب همایون (دالان بهشت) از سمت توپخانه، اثر محمود ملک‌الشعرا

خیابان باب همایون نام خیابانی قدیمی در شهر تهران است. این خیابان یکی از اولین خیابان‌های شهر تهران است که سنگفرش و بعدها آسفالت شده‌است. امروزه این خیابان در منطقه ۱۲ شهرداری تهران واقع بوده و بورس فروش غذا و اغذیه است.

## تاریخچه
در سال ۱۲۵۰ خورشیدی به دستور ناصرالدین‌شاه و توسط محمدرحیم‌خان علاءالدوله امیرنظام تعریض شد و سنگفرش گردید و در اطراف آن دکان‌هایی طراحی شد. هم‌زمان دوطرف خیابان درختکاری شد.
در آغاز سال ۱۳۰۴، ایجاد اولین مؤسسه بانکی کشور طرح‌ریزی شد و مأموران اجرای این فرمان با تشکیل شورایی از افراد مطلع موفق شدند در چند مغازه واقع در خیابان سپه تهران نخستین بانک ایرانی را موسوم به بانک پهلوی قشون افتتاح نمایند.
این خیابان به همراه میدان توپخانه و خیابان لاله‌زار، نخستین خیابان‌های تهران بودند که در سال ۱۳۱۰ و به مناسبت ورود ملک عبدالعزیز پادشاه عربستان به تهران آسفالت شدند.

## اسامی
به لحاظ مجاورت این خیابان با سردر الماسیه، این خیابان به خیابان الماسیه یا باب همایون معروف شد. با این حال، در گذر زمان گاه خیابان دولت یا دالان بهشت نیز نامیده می‌شده‌است.

## موقعیت
خیابان باب همایون خیابان کوتاهی است که در محدوده منطقه ۱۲ شهرداری تهران قرار گرفته و از میدان اِمام خمینی (نام قدیم: میدان توپخانه) شروع و به خیابان صوراسرافیل (نام قدیم: درب اندرون) ختم می‌شود. این خیابان از طریق ایستگاه متروی اِمام خمینی قابل دسترسی است. همچنین کل محدوده این خیابان در طرح ترافیک شهرداری تهران قرار گرفته و عبور و مرور وسائل نقلیه شخصی بدان ممنوع می‌باشد.

## اماکن معنوی
آرامگاه دو امام‌زاده در باب‌همایون وجوددارد که عبارتند از:
1. امامزاده روح‌الله از نوادگان امام دوم شیعیان که در ابتدای خیابان و در قسمت جنوبی ساختمان مخابرات قرار گرفته‌است.
2. امامزاده نورالله که در کوچه قنات در کنار مسجد امام حسن مجتبی واقع شده و از نوادگان امام هفتم شیعیان است. این دو امامزاده سالیان سال به دلیل حواشی امنیتی ساختمان مخابرات در غربت قرار داشتند تا این که در سال ۱۳۹۰ ساختمان یکی از آن دو بقعه (امامزاده روح‌الله) از حصر خارج شده و توسط سازمان اوقاف مورد بازسازی قرار گرفت. اما ساختمان امامزاده نورالله هنوز هم در حصر قرار داشته و امکان زیارت وجود ندارد.[۱]

## بورس و مراکز خرید
مغازه‌های اطراف این خیابان امروزه بورس فروش کت و شلوار مردانه‌است.
شهرداری منطقه ۱۲ تهران طرحی را در دست بررسی دارد که بر اساس آن خیابان باب همایون به پیاده‌راه تبدیل شود.